# Сунгуль
Сунгу́ль — озеро в Челябинской области, расположенное к юго-востоку от Вишнёвогорска, на территории Снежинского городского округа и Вишневогорского городского поселения Каслинского района. Лежит у подножья Вишнёвых гор.

## Этимология
Название озера возможно происходит от сложения двух татарских слов соңгы (последний) и күл (озеро) с последующим преобразованием в русское название, либо от баш. сөңгөл (тат. чоңгыл) означающего омут.

## География
Площадь озера Сунгуль составляет 11,52 км². Наибольшая глубина 8 м, средняя — 2-3 м. Высота над уровнем моря — 233 м.
Зимой толщина льда может достигать 1 м. Дно преимущественно илистое. Берега крутые, часто обрывистые, каменистые, покрыты преимущественно сосной. Протоками соединяется с озёрами Силач, Киреты и другими озёрами Каслинско-Иртяшской системы озёр. Посредством реки Ольховки в озеро Сунгуль происходит сток озера Светленькое (ООПТ, памятник природы).
На озере имеется более двух десятков островов, наибольшие из которых — Никодим, Плешканы, Ершов, Малиновые, Саплинов. Летом острова являются местом вывода потомства чаек, цаплей, уток.

## Ихтиофауна
В озере обитает щука, окунь, плотва, карась, налим, линь, язь, сиг, рипус, елец. Часть озера используется как рыбопитомник для разведения карпа.

## Радоновые источники
В окрестностях озера расположены радоновые источники, воды самого озера являются радонсодержащими, также в грязи (иле) и торфе озера и прилегающих болот содержится радий. Вода озера минерально-щелочная, слабосолёная.

## Исторические сведения
Возле озера обнаружены местонахождения древних людей Сунгуль I, Сунгуль II, Сунгуль III, Сунгуль IV, Сунгуль VI, Сунгуль VII, стоянка людей эпохи неолита — Сунгуль V. На острове Бакла были найдены памятники эпохи энеолита — Бакла II, позднего периода бронзового века — Бакла I и Бакла V, местанохождения древних людей Бакла III и Бакла IV. В 1811 году на берегу озера был построен раскольнический скит.
В 1932 году на полуострове «Мендаркин мыс» между озёрами Сунгуль и Силач был построен санаторий спецназначения НКВД «Сунгуль». В 1935 году санаторий был передан в ведение Челябинской области. В 1939 году начато использование радоновых вод, в 1940 году — лечебной грязи. В годы ВОВ в санатории размещался тыловой эвакогоспиталь № 3780. В 1946 году санаторий приспосабливается для размещения Института «Б» (в дальнейшем Лаборатория «Б») 9-го управления НКВД СССР (изучение вопросов биофизики и радиобиологии), к 11 мая 1946 года туда прибывают учёные. В 1955 году лаборатория ликвидируется, сотрудники и оборудование переводятся в НИИ-1011 (Касли-2), Комбинат № 817 (Челябинск-40), УрО АН СССР (Свердловск). В 1978—1992 годах часть зданий была уничтожена, территория дезактивирована. Ныне территория и оставшиеся здания находятся в составе посёлка Сокол города Снежинска. Часть территории по состоянию на 2020 года остаётся радиоактивно заражённой и отгорожена. Некоторые из известных учёных работавших в Лаборатории «Б»: Риль Н. В. (был научным руководителем), Тимофеев-Ресовский Н. В. (был научным руководителем биофизического отдела), Вознесенский С. А. (был научным руководителем радиохимического отдела). В лаборатории исследовались в частности последствия воздействия ионизирующего излучения на организм и способы защиты от него.
В дальнейшем, на берегу озера, но уже в другом месте был расположен одноимённый санаторий.